# Peribatodes defumaria
Peribatodes defumaria är en fjärilsart som beskrevs av Lenek 1951. Peribatodes defumaria ingår i släktet Peribatodes och familjen mätare. Inga underarter finns listade i Catalogue of Life.